# Lipogram
Lipogram (ze starořeckého výrazu λειπογράμματος, chybějící písmeno) je text, v němž není ani jednou použito určité písmeno. Tvorba lipogramů je častou literární hrou, jejíž náročnost roste s frekvencí vynechaného písmene v příslušném jazyce (nejtěžší je vyhnout se při psaní některé ze samohlásek).
Psaním lipogramů se zabýval již v 6. století př. n. l. řecký básník Lasos z Hermiony, který se ve svých ódách dokázal obejít bez písmene sigma (protože ho neměl rád). Dalšími antickými tvůrci lipogramů byli Pindaros a Trifiodoros, který přepsal Homérovo dílo tak, že v každém ze 24 zpěvů chybělo jedno písmeno řecké abecedy. Tento postup používal i staroindický spisovatel Dandin, v 18. století se jím zabývali Joseph Addison, Barthold Heinrich Brockes a Gavrila Romanovič Děržavin, moderními představiteli jsou Julian Tuwim, Jasutaka Cucui nebo autoři z okruhu sdružení OuLiPo. Příkladem, že lipogramem může být i celý román, je Gadsby Ernesta Vincenta Wrighta nebo La Disparition Georgese Pereca, oba napsané bez jediného E. Perecova kniha je napsána tak zručně, že většina čtenářů ani recenzentů si její lipogramatické podstaty vůbec nevšimla. Americký spisovatel Mark Dunn učinil lipogram zápletkou své knihy Ella Minnow Pea, odehrávající se v zemi, jejímž obyvatelům je zakázáno používat některá písmena.
Variantou tohoto postupu je pangramatický lipogram, který obsahuje všechny znaky abecedy kromě jediného.